# Acido trimellitico
L'acido trimellitico o acido 1,2,4-benzentricarbossilico è un composto organico con formula C9H6O6. È uno dei tre possibili isomeri derivati del benzene con tre gruppi carbossilici; gli altri due isomeri sono l'acido trimesico (acido 1,3,5-benzentricarbossilico) e l'acido emimellitico (acido 1,2,3-benzentricarbossilico). In condizioni normali l'acido trimellitico puro si presenta come solido bianco. Il composto è presente in natura in ligniti e carboni bituminosi, assieme a numerosi altri acidi organici aromatici.
L'acido trimellitico è disponibile in commercio principalmente in forma di anidride (anidride trimellitica), ma esiste anche come tale per usi di laboratorio.

## Struttura
La molecola dell'acido trimellitico non è planare: i gruppi carbossilici in orto stanno fuori dal piano dell'anello benzenico. Allo stato solido il composto cristallizza in forma monoclina, gruppo spaziale I2/c, con costanti di reticolo a = 1591 pm, b = 6135 pm e c = 899 pm, con β = 95,4°, 40 unità di formula per cella elementare.

## Sintesi
L'acido trimellitico viene prodotto industrialmente come anidride per ossidazione di pseudocumene (1,2,4-trimetilbenzene) o della dimetilbenzaldeide.

## Reattività
L'acido trimellitico è un composto stabile, ma riscaldato alla temperatura del punto di fusione si disidrata formando l'anidride trimellitica. Quest'ultima a bassa temperatura reagisce con l'umidità atmosferica riformando l'acido.

## Applicazioni
L'acido trimellitico come tale non ha applicazioni di interesse commerciale. Importante è invece la sua anidride impiegata come plastificante per PVC, come additivo per resine epossidiche e poliesteri usati in vernici e rivestimenti.

## Tossicità / Indicazioni di sicurezza
L'acido trimellitico è disponibile in commercio. È considerato irritante per la pelle, per gli occhi e per il sistema respiratorio. Non risultano rischi di cancerogenicità.